# Anamniota
Un anamniota ('desproveït d'amnios') és aquell animal vertebrat, l'embrió del qual es desenvolupa sense membrana que l'envolta, coneguda com a amnios. Els vertebrats anamniotes són els peixos i els amfibis; la resta de vertebrats, que sí que posseeixen aquesta membrana, es denominen amniotes.
L'absència d'amnios es considera la condició ancestral en els vertebrats, de manera que el terme no té cap significat taxonòmic ni filogenètic.